# Myoxomorpha alvarengorum
Myoxomorpha alvarengorum är en skalbaggsart som beskrevs av Monné och Magno 1990. Myoxomorpha alvarengorum ingår i släktet Myoxomorpha och familjen långhorningar. Inga underarter finns listade i Catalogue of Life.